# ZOMBIE-LOAN
『ZOMBIE-LOAN』（ゾンビローン）は、PEACH-PITによる日本の漫画。『月刊Gファンタジー』（スクウェア・エニックス）で連載された。また、2007年7月から9月までテレビアニメが放送された。話数の数え方は「PAYMENT:○」。

## あらすじ
「死神の目」を持つ女子高生・紀多みちるはある日、半年前の陸橋陥没事故から奇跡の生還を果たしたことで有名なクラスメイト・赤月知佳と橘思徒の首に死を予兆する黒い輪（リング）を見つける。実は、2人は一度死亡するもローンを組んでゾンビとして生還していたのだった。みちるは、自分の能力「死神の目」に目を付けた2人の借金返済のためにゾンビ狩りに協力することになる。少女と2人の少年が紡ぐ、死と再生……魂の物語。

## 登場人物
※担当声優はTVアニメ / ドラマCDの順。特に明記のないものは、声優の変更がなかった、あるいはドラマCDには登場しなかったものとする。

### 主人公
本作は3人の主人公の目線で各々話が進む。なお3人はクラスメイトであり、また全員Zローン（後述）に加入している。
紀多 みちる（きた みちる）
声 - 桑島法子
身長158.5cm 体重46kg 血液型A型 誕生日2月22日
メインの主人公。黒羽学園に通う女子高生。気弱で怖がり屋。当初は「生きること」に消極的だったが、現在は知佳と思徒の影響で積極的になった。また友人の前でも言いたいことが言えずにパシリ扱いされ、Zローンでも知佳や思徒にこき使われ、特に知佳からは「パシリ」と呼ばれていたが、前向きになった今は対等な友人関係を築いている。しかしごく稀にネガティブスパイラルに陥ることも。髪型は初登場時はおさげだったが、自分を変える転機として切り落とした。ゾンビを倒すほどの戦闘力は無いが、ピンチの時は大胆な行動を取ることもある。小さくなったざらめを可愛がっている。スカートが苦手。一時期、蘇鉄と付き合っていた。なお、第2回人気投票では主人公の1人なのに7位だったことをネタにされている。
普段は眼鏡を掛けており、外すと死期の近い人間の首に現れる黒い輪を見ることが出来る「死神の目」を持つ。この事は周囲には隠していたが、クラスメイトである知佳と思徒に知られてしまい、彼らの借金返済のためにゾンビ狩りの協力を要請される。その際に致命傷を負うが、知佳と思徒が新たに鼈甲と結んだ契約によって救われた。
「死神の目」以外に、空間を捻り切るという未知の能力も持っており、それによってカルメラの核心を砕き消滅させた。この他にも、核心を奪われていた筈のざらめが彼女の傍にいたことで少しの間元の姿に戻ることが出来たり、人間なのにざらめの言葉が分かるなど謎の力が多い。
両親は既に他界しており叔母（母親の妹）夫婦に引き取られているが、両親の遺産目的と体裁を気にしての行為だと知っていたため、家族関係はぎこちなかった。知佳、思徒と出会い彼らに命を救われて以降は、今までの養育費を叔母夫婦に払って彼らの下を去り、黒羽寮に住む事となる。
Aローンとのノルマ合戦の末に次元の狭間に漂流したヨミを救うために、暦に連れられ彼女の実家がある四位ツ原に行くことになる。その際次元の狭間で漂流し彼岸に流れ着いた挙句、純露に連れられ、ヨミ、ざらめと共にARRCの本部へ乗り込むことに。そこで薄荷から、自身がアカシックレコードにすら記載されていないイレギュラーな存在「シンギュラリティ」であることを知らされる。しかし香港に向かった後に渡し守達からその名を呼ばれるまでそのことを全て忘れていた。
WFO河川管理課が綻びを生じたアカシックレコードを修正しようとした際、七人委員会によって消滅させられてしまう。その後データのみの実態の無い存在になるが、通常の人間やゾンビはもちろん、彼岸人にもできない自己修復をして復活した。
赤月 知佳（あかつき ちか）
声 - 鈴村健一
身長175.5cm 体重66Kg 血液型B型 誕生日3月23日
作者曰く「動」の主人公。作中での表記は「チカ」。半年前の事故からゾンビとして生還した。その際ニュースで「少年B」として報道されたため、校内では密かに「Bくん」と呼ばれている。性格は短気で直情的、少しツンデレ気味だが割と素直な所もある。曲がったことが大嫌いで、人の本質をしっかり捉えた言葉を吐くことが多い。「生きること」と金銭に強い執着を見せる。学校には滅多に通わず、来てもよくサボっているという学園では珍しいタイプで、隠れファンの女子が多い。父親が欧米人のクォーターであるため英語堪能かつ得意科目である。稀に落ち込むようなことがあると誰彼構わず付き纏う癖があり、この状態は「さびしんぼモード」と呼ばれている。「蝶」事件の際、旧友・芝を失ってからしばらくこの状態に入ってしまう。
ゾンビとして再生する際に鼈甲によるミスで思徒の右手首をつけられた。思徒と右手首を交換し自分自身の右手首をつけることで日本刀をエクトプラズムで作り出すことが出来るが、自分の右手首を一時間以上つけるか一定間隔以上離れると右手から腐る。また思徒の身に異変が起こった時は手首が痛み出す。そのため思徒とは「運命共同体」となっている。なお、思徒との関係をBLと思われるとキレる。当初は思徒を激しく毛嫌い、口論が絶えず殴り合いの喧嘩になることも常であった。しかし様々な事件を共に乗り越えた今は彼のことを大切な存在だと思うようになった、思徒自身に付いても自ら興味を示すほどとなった。
家族は父と妹の3人家族。大変なシスコンで、妹に金ヅルにされている。両親は幼い頃に離婚。一度は母親に引き取られたものの、彼女の育児放棄により餓死しかけたことがあり、現在に至るまで最大のトラウマとなっている。
Aローンとのノルマ合戦の際、ARRCによって黒羽学園に食糧も無い極限の状態で閉じ込められ、空腹でこのトラウマが蘇ってしまう。それによりゾンビの「人喰い」の本能が現れ自我を失い、意識が心の深層に沈み、魂が殻に閉じ篭ってしまった。その際死神となった芝が彼の深層意識に入り込み、幼かった頃の彼を攫おうとしたが、彼を救うためにヨミの能力で意識の世界に送り込まれたみちるに阻止され、魂も救われることとなる。その後は死神として復活した芝と再び刃を交え、「蝶」事件以来、燻っていた芝への想いに一つの決着を着けた。
Aローンとのノルマ合戦後は、鼈甲に不信感を募らせたため彼の下を去り、思徒に連れられ香港へ渡航した。その後、思徒と偶然再会した修司ともども徐福に捕われてしまう。後に脱走し、兎子、修司と共に上海に向かい、思徒を救出した。
WFO河川管理課が綻びを生じたアカシックレコードを修正しようとした際、七人委員会によって消滅させられゲームの世界に「バグ」となって迷い込んでしまうが、思徒と彼らの前に現れた芝、たまたまそのゲームのバグ取りをしていた小梅と協力して脱出に成功した。
橘 思徒（たちばな しと）
声 - 櫻井孝宏
身長176cm 体重64Kg 血液型AB型 誕生日1月21日
作者曰く「静」の主人公。作中での表記は「シト」。知佳と同じ事故からゾンビとして生還した（という事になっていたが実は生まれながらの屍である事が後に明らかになる）。その際ニュースで「少年A」として報道されたため、校内では密かに「Aくん」と呼ばれている。理知的で冷淡だが少し天然で、こちらも若干ツンデレ気味。鋭いことを言うが人の話は聞かない。女子からの人気は高く、学園のアイドル的存在。左利き。歌が下手で（得意な曲目はラップだが、お経にしか聴こえない）、寒がりで長風呂。酔うと酷い絡み癖が出る。南国フルーツが好物。酷く神経質かと思えば信じられないくらい図太い面もあり、知佳との喧嘩の火種になることも。ベティという「ペコちゃん」に酷似した人形を集めている。
再生の際に知佳の右手首をつけられた。知佳と右手首を交換することで拳銃をエクトプラズムで作り出すことが出来るが、知佳と同様の制限がある。また知佳の身に異変が起こった時は手首が痛み出す。そのため知佳とは「運命共同体」となっている。当初知佳のことを「低脳なサル」などと侮蔑していたが、様々な事件を共に乗り越えた今は彼のことを大切な存在だと思うようになった。また知佳の「生きることへの貪欲さ」を羨望し、時に尊敬している面も生まれて来た様子。
亡き母・千鶴を生き返らせるために鼈甲と契約した。出生地は中国で、怒ると中国語が出る。大陸系マフィア「徐福」の不老不死を手にする秘法を極める過程で生み出された試作品で、200年もの間姿が変わっていない生きた屍。母親の胎内に7年も留まっていたため、「忌まわしい子供」と言われていた。生後は「徐福」の龍頭・老爺が乗り換えるための器として育てられ、専門の監視役「董奉」が代々彼を調教してきた。母親の形見だった女物の彫り細工の櫛を大切にしており、吉住に徐福との取引材料として誘拐されてしまい知佳達に救出された後、その櫛は彼の手でみちるに預けられた。なおその事件後、みちるを「紀多さん」から「みちる」、ぎこちなくはあるが知佳も「赤月」から「チカ」と呼ぶようになり、現在は普段は意識的に「赤月」、切迫した際は無意識に「チカ」と呼ぶ形に納まった。
Aローンとのノルマ合戦後に鼈甲に不信感を募らせ、知佳を連れて彼の下を去り故郷である中国の香港へ渡航した。その後、知佳と偶然再会した修司ともども徐福に捕われてしまう。後に上海に連れて行かれ千鶴が完全に「死んだ」と伝えられ、深く絶望し老爺に身体を乗っ取られてしまうが、駆け付けた知佳と暦に救われ自我を取り戻した。その際暦の自分への想いを知り、彼女を死なせてしまったことに自責の念を感じていた。暦や千鶴、自分の命を賭して一族を徐福から解放した「董奉」親子のことを考え悩む内に、「運命のサイクルから外れた自分は、せめて去り逝く者達のことを覚えていよう、そうして輪を繋いでゆこう」という結論に達し、一人死を待つ董奉の下へ出向き、最期の手向けとして彼の「本当の名」を訊ねた。
WFO河川管理課が綻びを生じたアカシックレコードを修正しようとした際、七人委員会によって消滅させられゲームの世界に「バグ」となって迷い込んでしまうが、知佳と彼らの前に現れた芝、たまたまそのゲームのバグ取りをしていた小梅と協力して脱出に成功した。

### Zローン
「ZOMBIE-LOAN（ゾンビローン）」とは「命の融資を承るローン会社」。正式社名は、鼈甲曰く「絶斗ローン」。選ばれた死人が鼈甲と契約することによって、命の融資を受けることが可能。命の融資を受けた者はゾンビとなり、莫大な借金を背負う。これを返済しなければその時点で即死亡であり、1年以内に完済する必要がある（出来ない場合は更新料を支払って延滞させることが出来る）。社長は鼈甲。後述の「Aローン」と比べて個人の戦闘力が低いが、その分ゾンビ（負債者）の数で勝っている。後にAローンの面々も加入し、さらにゾンビの数は増えた。
鼈甲（べっこう）
声 - 森川智之 / 子安武人
身長171cm 体重51kg 血液型・誕生日は不明。
みちるたちを雇ったZローンの経営者で、WFO七人委員会の一人。猫背と濃い隈のために酷く不健康そうに見える。知佳や思徒には「渡し守」の別称で呼ばれる。特技は卓球でマイラケットを持つ。常にボーッとしており、何を考えているか良く分からない喰えない性格。守銭奴で、「金は何でも買え、また変えられる」というのが彼の持論。
麻生 蘇鉄（あそう そてつ）
声 - 伊藤健太郎
身長187cm 体重79kg 血液型O型 誕生日8月8日
ゾンビ。高校3年生。学園では「ダブ王（留年を繰り返しているから）」と呼ばれる右目に眼帯をしたライダー。普段は、美食（という名のゲテ食い）に命を掛けておりそのためなら地球の裏側にも飛んで行くが、ローン更新期間になると日本に帰国してくる。豪快かつ強気な性格で校則も一切無視しているが、物事を見極めており、鼈甲への社員としての態度も真面目。体格は良いが、生前は病弱だったらしい。武装はエクトプラズムによるハンドアックス。みちるの恋人（両者同意の下のお試し感覚）だったが、その後あっさりと別れる（こちらも両者同意の下）。鼈甲に恩義を感じ、非常に慕っている。
由詩（ゆうた）
声 - 斎藤千和 / 川上とも子
身長155cm 体重40kg 血液型A型 誕生日10月1日
ゾンビ。Zローンで働く少年。葬儀屋に続いて2番目の古株。エクトプラズムの包帯でゾンビを治癒する能力がある。背は低く、パンク系のファッションを着ている。情報収集や怪我の手当てなどのバックアップが主だが、お茶汲みや電話番も兼任している。ローン返済者からの電話を受ける際は普段からは想像も付かない凄みのある声で怒鳴る。普段は明るくてノリが良いが、グロテスクなものが大好きで人の肉を見ておかずに出来るほど。本人曰く「死体（ゾンビ）専門のネクロフィリア」らしい。そのため仲間の怪我を治すのをわざと躊躇う時も。また人の不幸を喜ぶなど可愛い顔に合わずかなり腹黒い性格。本人曰く「たくまし系は専門外」。自身の手で作った狐の「ケンケン」（右手、毒舌だが根は善良）「コンコン」（左手、知的で人見知り）と友達。学校への在学の詳細など、Zローンゾンビの中でも謎が多い。ガイドブックによると結構年寄りとのこと。
沢渡 乙（さわたり おつ）
声 - 星野貴紀
身長191cm 体重85kg 血液型A型 誕生日5月15日
ゾンビ。どう見てもその道の人だが、乙さん→オツサンから「オッサン」と呼ばれるのを気にしたり（「沢渡さん」と呼ばれたいらしい）、法医学の院生で優秀だったりと中身はインテリかつ繊細な男。蘇鉄に一方的に競争意識を持たれているが、素知らぬ風で受け流している。武装は両手から出る炎のようなエクトプラズムでそれを両手に纏い殴る。24歳。牡牛座。ガイドブックによると「実はアイドル好き」という裏設定がある。
葬儀屋（そうぎや）
声 - 浪川大輔
身長173cm 体重65kg 血液型A型 誕生日9月9日
ゾンビ。Zローンでは一番の古株。以前は葬儀屋としての利益だけを借金返済に充て、違法ゾンビ狩りは人道的に拒否していた。実の娘ではない美空を引き取って育てているシングルファーザー。必死に働いているにもかかわらず家計は苦しく数ヶ月分の返済納期を滞納しており、その度に鼈甲の前で土下座をして謝っている。急激なノルマ増加やZローン倒産危機を機に、沢渡達に勧められ戦うことになる。武器はエクトプラズムで出した数珠。念仏を唱え違法ゾンビを呪縛することが出来る。名前で呼ばれず（葬儀屋が苗字の可能性もあり）、本名は不明である。年齢は乙曰く「自分より年上」。

### アカシックレコード改革委員会
略称ARRC。正式名称「Akashic Record Reform Committee」。WFOの管理局内にある非合法団体で、WFOが管理するアカシックレコードの一部を持ち去り、何らかの理由で違法ゾンビを量産している組織。
薄荷（はっか）
声 - 津久井教生
現時点でARRCのトップと推測される、「委員長」と呼ばれる男。後述のAローンの経営者でもあり、また河川管理課定例幹部会議の新議長でWFO七人委員会の一人でもある。オネエ口調で喋る桃尻ハンターで男色家。女に興味はないらしい。腹に一物ありそうな雰囲気を持ち、身内であるAローンやARRCのメンバーに対しても非情に振る舞うこともある。
千年（ちとせ）
声 - 鈴木千尋
ARRCのメンバー。かなり短気な薄荷の信望者。常にダーツの矢を持っており、それにより人を操ることも可能。自分に傷を付け耳を切り落とした知佳と、カルメラを葬ったみちるを憎んでおり復讐を誓う。
カルメラ
声 - 雪野五月
ARRCの女性メンバー。空間を捻る能力を持つ。千年のお目付け役的存在。ノルマ合戦の際にARRCに乗り込んできたみちるに核心を砕かれ死亡した。
純露（じゅんつゆ）
ARRCのメンバー。みちるが彼岸に漂着した際に出会った男。方言を話し、マイペースかつ陽気で親切。みちるをこの世（此岸）に送り届けてやろうとしたが、道を間違えてARRC本部へ連れて行ってしまった。
ネリ
ARRCの意志で動いているという少女。鼈甲を「おにいさま」と呼ぶが詳細は不明。自我を失った全と行動を共にしていた。ツギハギだらけのヌイグルミを常に持っている。
芝 怜一朗（しば れいいちろう）
声 - 諏訪部順一
身長183cm 体重67kg 血液型AB型 誕生日6月9日
知佳の中学時代の同級生で旧友。早熟で優秀な頭脳とアブノーマルな性癖を持つ。知佳に対し、尋常ではない執着心を見せる。少食で低血圧。男女問わず「ちゃん」付けで呼びかけることがある。ただし知佳に対しては切迫した状況に限り「チカ」と呼び捨てになる。その言動と現代っ子風の外見故に気さくな優男に見えるが、作者曰く「彼の心の闇は私自身にも底が知れない」らしい。
単調な日常生活に退屈し、投身自殺した所をARRCが違法ゾンビとして蘇生させた。知佳と再会した際、それを隠してZローンと関わりたがるようなフリをし、鼈甲に聡明さを買われアルバイトを始めた。後に「蝶」と呼ばれる殺人犯であり、違法ゾンビを増殖させていたことが判明。
「蝶」と発覚した後、知佳達と戦い、ざらめに狩られ死んだと思われていた。だが実際はざらめの核心を奪い死神となっており、知佳への執着心は増すばかりとなった。ノルマ合戦の際、魂が殻に閉じこもってしまった知佳の深層意識に入り込み、幼い知佳を攫おうと目論むがみちるに阻止され失敗。「蝶」事件の折にみちるに撃たれたこともあってか、顔には出さないが色々と根に持っている様子。しかし、その後も落ち込んだみちるをそれとなく励ましたり、「もし自分がノーマルだったらみちるちゃんと付き合いたかったかも」などと発言したりとよく分からない一面もある。
知佳を誘拐しようとした際、彼と再びと刃を交えることになり、その後次元の谷に漂流してしまうが千年に拾われる。幾度も死を免れてきた所を見るに彼の悪運は尽きない様子。現在はARRCの一員となり暗躍している。なお、ゾンビ時の武装は対象を追跡するエクトプラズムのナイフ（実際に生きた人間で試し切りをしていたことも）だったが、死神となった今は鎌が主。
WFO河川管理課がZローンメンバーの「消去」に乗り出したため、ARRCとして知佳と思徒を迎えに行くが「消去」に巻き込まれてしまい3人してゲームの世界に「バグ」として閉じ込められる。しかし持ち前の頭脳と、知佳と思徒、偶然そのゲームのバグ取りをしていた小梅と協力し脱出に成功した。

### Aローン
薄荷が社長の、Zローンに対抗して作った命の融資を承るローン会社で、正式名称は「ALIVE-LOAN（アライヴローン）」。名前の由来は、「死んだと思ったらどっこい生きてる」「アルファベットじゃZよりAの方が上」などどれも適当なものばかり。Zローンよりもよりリスクの高い融資を受けているため、総じてZローンのゾンビよりも能力が上。現在判明しているゾンビは3人。香港編後、3人ともZローンへ加入している。
薄荷（はっか）
#アカシックレコード改革委員会参照
犬走 全（いぬばしり ぜん）
声 - 高城元気
身長156cm 体重54kg 血液型O型 誕生日11月30日
ゾンビ。知佳とはライバルのような存在で互いに「パクリ野郎」と罵りあう仲。背は低く変声期を越えても子供声。みちるに一目惚れしている。左右の側頭部に変な癖毛があり犬の様、感情により動く。武装は柳葉刀の二刀流。元は老爺に食されるために徐福に集められた孤児の1人だったが、徐福の元構成員であった先代の董奉に助けられ育てられる。だがその後先代の董奉が殺害され、その時偶然居合わせてしまったため巻き添えになり死亡。兎子が徐福に従うことを条件にゾンビとして生き返ることとなった。
千年に操られた挙句、ARRCの本部に乗り込んだ際に次元の狭間に漂流してしまう。その後は自我を失ったままARRCの下で使われていたが、上海にてようやく自我を取り戻し、以降は修司の斡旋でZローンに加入した。
当麻 兎子（とうま とこ）
声 - 小島めぐみ
身長160cm 体重48kg 血液型A型 誕生日8月31日
Aローンの紅一点。みちるとは反対に、かなりポジティブな性格で、薄荷に罵倒されているのに誉められていると勘違いして喜ぶほど。知佳や思徒も認めるほどの美少女で、読者モデルもしていたが、現在は休業中。霊能者らしく、伝奇アクションのような見鬼を使いゾンビを探す。全に特別な感情を抱いており、みちるを敵対視している。
幼い頃は老爺に食されるために徐福に集められた孤児の1人であり、殺されかけた所を徐福の元構成員だった先代の「董奉」に助けられ育てられた。後に現「董奉」が彼を討伐しに来た際、全の命と引き換えに徐福に従い術師となった。
次元の狭間に漂流した全を救う方法を探すため再び徐福に入るが、完全に服従していたわけではなく、徐福に知佳達が捕われた際は知佳と修司を連れ出し、思徒、暦救出のために彼らの下に導いた。事件解決後は修司の斡旋でZローンに加入した。
鶫 修司（つぐみ しゅうじ）
声 - 小野大輔
身長182cm 体重61kg 血液型A型 誕生日9月30日
ゾンビ。思徒のライバルのような存在だが、彼以上にマイペースで単独行動が目立ち協調性は皆無。口調は「〜ス」。常に眠たげにヘッドホンで音楽を聴いている。強運の持ち主。高校の入学式の帰りに雑魚ゾンビに襲われたところを全と兎子により助けられる。その後「Aローンに入るためにまず死んでゾンビになって欲しい」という薄荷の願いを聞き入れ、一度死んだというなかなかの強者である。武装はサブマシンガン。兎子に特別な感情を抱いている。
全を取り戻す術を探すため徐福に行った兎子を追って香港へ渡航。徐福を潰そうと目論むが、逆に知佳、思徒ともども捕われてしまう。後に知佳と共に脱走し、兎子に導かれ上海へ飛ぶも、変わり果てた全と戦うこととなる。その際ネリにAローンとの契約の糸を切られてしまうが、直前に保険としてZローンと多重契約を交わしていたためZローンの方の契約が有効になり、一命を取り留めた。なお、全と兎子の分の契約も密かに組んでいたらしくロトを当てて返済し、事件解決後3人でZローンに加入した。

### 彼岸人
今のところ全員が飴の名前である。体内に核心という彼岸人の力の根元となる物質を持つ。
鼈甲（べっこう）
#Zローン参照
薄荷（はっか）
#アカシックレコード改革委員会参照
千年（ちとせ）
#アカシックレコード改革委員会参照
カルメラ
#アカシックレコード改革委員会参照
ざらめ
声 - 小杉十郎太
身長197cm 体重84kg 血液型・誕生日は不明。
死神。作中でもトップクラスの毒舌家。死神は彼岸人の中でも罪人が課せられる役職であるらしく、口が悪いのはそれが原因だと考えられる。現在は芝に核心を奪われて、ぬいぐるみの様に小さな姿となり、身体も顔から下が無く存在するだけで精一杯な状態となっている（ただし芝に攻撃されたみちるを庇う際、一時的に元の姿に戻っている）。
小梅（こうめ）
声 - 川澄綾子
身長145cm 体重37kg 血液型・誕生日は不明。
ざらめと話が出来る少女。無表情で毒舌家。かつては、「地下鉄・動物公園前」の売店でアルバイトのフリをして、ざらめに会いに来た客を取り次ぎ、仲介していたが、ざらめが核心を奪われていたため、現在失業中。後に死神列車で車掌のアルバイトをしていたが、Z対Aのバトルで解雇され、その後は清掃員、デバッガーなど様々な職を転々としている。髪につけている玉の飾りは食用という裏設定がある。
純露（じゅんつゆ）
#アカシックレコード改革委員会参照
甘露（かんろ）
WFO七人委員会の一人。厳格かつ生真面目な性格で、確実かつスマートなやり方を好む。

### 徐福
「老爺」をトップに据える中国の裏社会を牛耳る大陸系マフィア。本来は魔に通じ魔を操り伏せる古来よりその技を武器に生き抜いて来た道士の集団。中でも「董奉」の名を継ぐ者は「老爺」の右腕として徐福の中核を担っている。現在の末端は術の使えないチンピラに成り下がっているが、幹部の者達の能力は依然として強大。数百年の悲願である「尸解の法」を完成させるために、彼岸人との接触を図っていた。
老爺（ラオイエ）
徐福の龍頭で300歳を越す老人。18世紀に阿片での組織拡大を狙って上海を訪れた際、日本から来た外商の娘であり、思徒の母・千鶴に道ならぬ思いを抱き求婚するも、彼女は既に婚約者がいたため断られてしまう。そのことを逆恨みして千鶴の婚約者の一族を惨殺したが、千鶴はそのショックで自害したために反魂の術で彼女を蘇らせた。その後自分も不死になることを望み、未完成の「尸解の法」を自身に施した。結局、術は成功したが副作用として肉体は急激に老いていったため、以後は思徒の血を摂取することで老化を一時的に抑えていた。
暦の「死者の舌」を喰らい、自分の朽ち果てた躯を捨て不死である思徒の躯に乗り移ろうとしたが、董奉の裏切りに遭い、死亡。
董奉（トウホウ）
声 - 増谷康紀
身長182cm 体重70kg 血液型AB型 誕生日2月27日
徐福の道士。「董奉」とは代々思徒の調伏を担ってきた役職で、本名は別にあるらしい。道士らしく屍を縛り、使い魔を使役する術を持つ。愛妻家で子煩悩であり、自分そっくりな双子の息子がいる。思徒の部屋にある置物に悪戯書きをするなど子供っぽい面がある。思徒に対してはサド・マゾどちらの面も発揮しており、思徒を虐めることを楽しんでいる反面、思徒に罵られることに心地良さを感じている。喰えない性格だが、そんな彼も紅棍には手を焼かされていた様子。
かつて先代の董奉であった父親を徐福の命により殺害している。実は当時、思徒をみすみす日本に逃した先代の董奉に対し老爺がその忠誠心を疑い始めていたために「董奉の忠誠心」を示す必要があったための所業であり、両者（董奉とその父）同意の上でのことであった。代々「董奉」を縛り付け、また父の間接的な仇でもある老爺に対し復讐を誓っており、より深い絶望を彼に味わわせてから葬ろうと画策していた。そのため老爺の忠実な部下であるかのように振舞い思徒の身体を彼が乗っ取ることにも進んで協力していたが、最終的には裏切り彼を刺殺した。
老爺を殺害した際に、老爺から彼と「董奉」の血の盟約に因る呪いを受ける。本来なら彼の息子達や親族にもその死に至る呪いは及ぶ筈であったが、彼岸人と取引をして呪いが自分のみに留まるよう謀っていた。息子達が徐福に縛られない人生を送れるようにと願ってのことであった。その後は妻や息子達、紅棍にも死期が迫った自分に近付かないよう命じ、思徒に「好きに生きなさい」という言葉を残して姿を消した。しかし紅棍はそんな董奉を気遣い、彼の居場所を思徒に教える。訪ねて来た思徒に再会した董奉は、思徒の頼みで彼に「自分の本当の名前」を明かし安らかに逝去した。
紅棍（ホングン）
徐福の一員。「紅棍」とは徐福における武術専門の役職で、本名は別にあるらしい（しかし彼の場合物心が付いた時には既に孤児だったため、名付けられる前に捨てられたとも考えられる）。ヌンチャクを武器としている。ナリは悪く董奉曰く「まるで下っ端のチンピラ」。強引で軽い性格。紙クズ同然に扱われてきた自分達の命に対し、後生大事に扱われてきたにもかかわらず日本へ脱走した思徒のことを贅沢者と嫌っている。元は老爺に食されるために徐福に集められた孤児の一人だったが、彼の中に武術の素質を見た董奉の父親により助けられ、董奉とは兄弟のように育てられた。董奉には憎まれ口を叩くが、彼のことを密かに慕っている面もある。董奉に彼の息子達の子守りをいつも任されている。
四位ツ原にて暦を攫う。意外と情に厚い面もあり、同じ親を持つ誼と言って、捕われていた知佳と修司を逃すために兎子に助力し、思徒と暦の現状を伝えた。また董奉の死期が迫ると、妻と息子達を託される。董奉に「思徒に自分の居場所を教えるな」と命じられていたが、彼のことを想ってか思徒にそれを教えた。だが本当は、自分が董奉の下に駆けつけたくて堪らなかった様子であった。

### その他
宵町 暦（よいまち こよみ）
声 - 植田佳奈 / 浅野真澄
身長166cm 体重51kg 血液型O型 誕生日5月25日
人間。みちるの上級生で、聖跡黒羽学園寮の寮生。自称「ハウスキーパー」で、寮内の抜け道を熟知しているらしい。普段は明るく、ムードメーカー的存在だが、別人格「ヨミ」を内包する。「死者の舌」と呼ばれるイタコのような能力を持ち、みちるに呼ばれたりキスしたりすることで現れる。ヨミは暦としての記憶があるようだが、暦はヨミの間の記憶を覚えていない。ファンタン（炭酸飲料）で悪酔いする体質で、気付けば蘇鉄と全裸で一緒に寝ていたらしい。理由は酔っ払った暦が服を脱ぎ出し、蘇鉄も悪ノリして服を脱ぎだしたため。暦自身は詳細は覚えていない。マイクを持つと離さない。最初は蘇鉄が好きなのかと疑われたが、本当は思徒のことが好き。
宵町は偽名であり、本名は四位ツ原。幼い頃は強大な力を持つ巫女として大切に育てられていたが、ヨミを身体に封印されたことで能力を発揮出来なくなってしまった。さらにヨミが時折現れ暴走することを恐れた大人達によって牢に閉じ込められた過去があるため、今もなお実家に苦手意識がある。
次元の狭間に漂流したヨミを救うため、みちるを連れ実家に帰った際に紅棍に攫われ、上海に運ばれた後老爺に「死者の舌」を喰われる。その後、老爺に乗っ取られた思徒の意識を彼女の命と引き換えに此岸（この世）へ呼び戻し、自らは彼岸（あの世）へと旅立って行った。なお、鼈甲によると彼女の場合は自ら彼岸に逝くことを望んだため、命のローンは組めないとのこと。
ヨミ
暦の中に内包されている別人格。性格は、気難しく男嫌いで（人格が男のため）みちるの身体に隙あらば手を伸ばす。なお、初めてヨミが現れた時、みちるは動揺して自分の名前を「ちるちるみちる」と答えてしまった事から、ヨミは本名と勘違いしている。
元は産まれることすら許されず、「ヤトノハコ」に流された男児の思念が集まって結晶化したもの。陰陽で言う所の「陽」の部分が「陰」を切り捨てて暦の中に入った。元は暦が持っていた「死者の舌」は彼にしか使用できなくなっている。初めて必要としてくれたみちるに恋心を抱くが、事情を知らないみちるから拒絶されてしまいショックを受ける。その後謝罪を受け、友人以上の大切な人としてお互いを認識したようだ。
Aローンとのノルマ合戦の折に意識が次元の谷に漂流し、発見後はしばらく蛇の姿をしていたが、暦の魂が彼岸に旅立ったため現在は暦の身体に入って生活し、黒羽学園にも通っている。
久世 霜月（くぜ しもつき）
声 - 後藤沙緒里 / 真田アサミ
身長129cm 体重30kg 血液型B型 誕生日11月11日
人間。黒羽学園の理事長。あらゆる事象を繋ぐ「鍵」の管理者でもある。ライカの飼い主。外見は少女だが口調は大人びており淑女（若作りなのか、本当に幼子なのかは不明）。普段は、冷静沈着で無表情だが、器が大きく人情家。鼈甲が一目置くほどの相当な資産家。裏世界の事情にも精通しているらしい。また、金に大胆でZローンのために膨大なノルマを肩代わりしようとしたり、秘策有りと思われる行動をしたかと思えば問題に直面し、蓋を開ければ金で解決できると思っていたということがある。異界のような所で不思議な生物を飼っている模様。趣味はレトロゲーム。
ライカ
声 - 柿原徹也
身長158cm 体重44.5kg 血液型A型 誕生日不明。
霜月に拾われた狼少年。元は普通の人間だったが、その地方に祀られていた大神（狼）を鎮めるために御霊に憑依されたことで自我を失い、獣のような人間になってしまっていた。「ジョン」「ポチ」などの仮称の後、上記名に落ち着く。名前の由来は「ライカンスロープ」からきている。人間とは思えない習性が目立っていたが、持ち前の驚異的学習能力と霜月の徹底した教育により一通り人間社会に適応するまでに至る。学園に入学予定だが、多少片言。霜月といる期間が長かったために男嫌いらしいが、蘇鉄には素直（みちる曰く、「王者の風格」から）。
赤月 ユーリ（あかつき ユーリ）
声 - 神奈延年
知佳の父。二児の父とは思えないほどに若々しく美形の欧米人（ハーフ）で、かなりの親馬鹿。
赤月 桃佳（あかつき ももか）
声 - 門脇舞以
知佳の妹。携帯を手放さない現代っ子で、父や兄の過保護に冷めた態度で接する。知佳を金ヅルとして見ている節がある。みちるに対しては非友好的。
吉住（よしずみ）
声 - 間島淳司
元は大学の法医学者で、不老不死や死の克服を研究していたが、カルメラと契約を結び、違法ゾンビになる。
「尸解の法」を求め、思徒を誘拐したマッドサイエンティスト。残虐な実験を繰り返し、ゾンビを増殖させていた。徐福を誘き出すために思徒を誘拐したが、知佳達によって倒された。
ゴーレムの少女
声 - 井口裕香
吉住らによって作られたゴーレム、体中継ぎ接ぎだらけで、言葉は話せないが、感情は持っている。思徒を気に入り、拘束された彼と一緒にあった。
その後、野木によって後頭部に銃で撃たれ、死亡。
野木（のぎ）
声 - 渋谷茂
吉住と共に研究をしていた男性。吉住がゴーレムの実験を始めてからも、協力していたが、司法解剖室から死体の一部を盗んでしまい、「いつかバレるのでは?」という恐怖心とゾンビとなって豹変していく吉住に怯え、彼に内緒でゴーレムの誕生を阻止する薬を作っていた。
ゴーレムは存在してはいけないと思い、ゴーレムの少女を銃殺したが、直後思徒によって制裁された。
美空（みそら）
声 - 不明
葬儀屋の娘（実子ではない）。幼稚園児で、母親については不明。葬儀屋が唯一の肉親らしく、父親である彼のことを心配している。
千鶴（ちづる）
声 - 櫻井智
思徒の母親。かつて商業のために中国に渡り、そこでまだ人間であった老爺に見初められて、求婚されるが、相思相愛の婚約者がいたために断った。しかし、それを恨んだ老爺に婚約者とその親族を皆殺しにされ、そのショックから自殺した所を徐福によって蘇生させられた。その後は生きる屍となり、自殺前に婚約者との間にできた子である思徒を7年かけて出産。その後眠りに付いていたが、上海にて自我を取り戻した思徒や知佳の目前で消滅した。

## 組織
WFO
正式名称はWheel Of Fortune Organization（運命の輪公共機構）あの世に存在する機関で鼈甲や薄荷など彼岸人で構成されている。この世のすべてのものの運命を管理している。鼈甲や薄荷はWFOの「河川管理課」の中枢「七人委員会」に所属している。
ARRC
上記を参照。

## 用語
アカシックレコード
往古来今すべての行く末が記されている運命の記録。WFOが管理している魂の循環システムの要となるもので、これに記されている出来事は誰もが逃れられぬ運命である。しかし、芝が初めてそれを覆すこととなった。
黒い輪（くろいりんぐ）
死期が近い人間の首に現れる黒い輪。正確には、死神専用の目印となる切り取り線。日を追う毎に色が濃くなり、真っ黒になった時に死神が鎌で首を刈るという仕組みとなっている。黒い輪を持ちながらも、生きている者はゾンビと呼ばれる。人間でありながら、「死神の目」を持つみちるもこの輪が見えるが、普段は眼鏡で隠している。
黒羽寮（くろうりょう）
みちる達が生活している黒羽学園の学生寮。元々は何十年も前に閉鎖された学園の旧礼拝堂である。寮生以外の生徒は、そこが寮として使われていることを知らない。家庭の事情により住居に問題が出た生徒の中で、学園にとって有益と判断された者しか入れない。学園七不思議スポットの1つでもある。かなりぼろい。
尸解の法（しかいのほう）
人が仙人に昇華し不老不死となるための秘法。老爺を不老不死にすべく、徐福は尸解の法の研究を進めて多くの犠牲者を生み出して来た。
蝶（ちょう）
女子大生殺人事件の犯人の名称。現場に謎の数式と潰れた蝶を残したことからこの呼び名が付いた。その残虐な手口に魅せられた人々によりネット上には蝶の信者が集う仮想殺人サイトまで作られた。実はその正体はゾンビとなった芝であり、彼の胸元には蝶の刺青がある。なお、潰れた蝶は自らの葬送と闇への帰還を表していた。
ゾンビ
前述の通り彼岸人たちと契約するか、何らかの特殊能力によって死人が蘇生したもの。自我がはっきりしており生者とほとんど変わらない（死んでいるため成長はしない）姿や行動が出来るものが前者、空想のゾンビのようにただ死体が本能のままに歩いているだけのものが後者である。

## 書誌情報
- PEACH-PIT 『ZOMBIE-LOAN』 スクウェア・エニックス〈Gファンタジーコミックス〉、全13巻
  1. 2003年6月27日初版発行、ISBN 4-7575-0949-9
  2. 2004年1月27日初版発行、ISBN 4-7575-1111-6
  3. 2004年10月27日 初版発行 ISBN 4-7575-1286-4
  4. 2005年4月27日 初版発行、ISBN 4-7575-1398-4
  5. 2005年8月16日 初版発行、ISBN 4-7575-1483-2
  6. 2006年2月27日 初版発行、ISBN 4-7575-1614-2
  7. 2006年11月27日 初版発行、ISBN 4-7575-1807-2
    - （初回限定特装版）同日発売、ISBN 4-7575-1735-1

  8. 2007年7月27日 初版発行、ISBN 978-4-7575-2036-3
  9. 2007年12月17日 初版発行、ISBN 978-4-7575-2169-8
  10. 2008年6月27日 初版発行、ISBN 978-4-7575-2290-9
  11. 2009年1月27日 初版発行、ISBN 978-4-7575-2452-1
  12. 2009年10月27日 初版発行、ISBN 978-4-7575-2708-9
  13. 2011年4月27日 初版発行、ISBN 978-4-7575-3213-7
- PEACH-PIT 『ZOMBIE-LOAN 新装版』 一迅社〈IDコミックス〉、既刊5巻（2025年7月16日現在）
  1. 2025年6月19日発売[1]、ISBN 978-4-7580-8706-3
  2. 2025年6月19日発売[2]、ISBN 978-4-7580-8707-0
  3. 2025年6月19日発売[3]、ISBN 978-4-7580-8708-7
  4. 2025年7月16日発売[4]、ISBN 978-4-7580-8739-1
  5. 2025年7月16日発売[5]、ISBN 978-4-7580-8740-7

## アニメ
XEBEC M2制作で、2007年7月3日から9月11日まで、テレビ朝日にて放送された。同局にとっては3か月ぶりの深夜アニメであった。16:9フルサイズ放送。
なお、『Gファンタジー』連載作品のテレビアニメ化で原作からタイトルが変更されないのは本作が初である。
DVDの最終巻には本放送時に未放送の第12、13話が収録されており、この2話分はBS日テレでのBS初出（2009年1月 - ）においてテレビ初放送となった。

### アニメと漫画との違い
最初に登場する違法ゾンビが、原作漫画ではシスターであるのに対し、アニメでは黒羽学園の女性の保健医に変更されている。
アニメで思徒がゴーレムの少女を墓に埋葬した描写が11話の最後（BS日テレでの放送除く）で明らかになっている。

### スタッフ
- 監督 - 西森章
- シリーズ構成 - 冨岡淳広
- キャラクターデザイン - 佐藤千春
- プロップデザイン - 大浪太
- 美術監督 - 中村典史
- 色彩設定 - 河合真理子
- 撮影監督 - 大神洋一
- 編集 - 渡辺直樹
- 音響監督 - 岩浪美和
- 音楽 - 澤野弘之
- プロデューサー - 太田賢司、高橋知子、下地志直
- アニメーション制作 - XEBEC M2
- 制作 - NAS
- 製作 - ZOMBIE-LOAN 製作委員会（スーパー・ビジョン、NAS、イーネット・フロンティア、XEBEC）

### 主題歌
オープニングテーマ「オオカミのノド」
作詞 - チバユウスケ / 作曲・歌 - The Birthday
エンディングテーマ「チェインリング」
作詞 - 逹瑯 / 作曲 - SATOち / 編曲 - ミヤ・岡野ハジメ / 歌 - ムック
挿入歌「Solitary Serenade」（第6話）
作詞 - MAIS / 作曲 - 澤野弘之 / 歌 - 関山藍果

### 各話リスト
| 話数 | サブタイトル       | 脚本     | 絵コンテ   | 演出             | 作画監督   |
| ---- | ------------------ | -------- | ---------- | ---------------- | ---------- |
| 1    | 死神の目           | 山田由香 | 西森章     | 西森章           | 古田誠     |
| 2    | 逝っとく?          | 樋口達人 | 喜多幡徹   | 西村大樹         | 長屋侑利子 |
| 3    | 死者の舌           | 冨岡淳広 | 西森章     | ながはまのりひこ | 岡田万衣子 |
| 4    | 蝶の羽音           | 樋口達人 | 大久保富彦 | 松本マサユキ     | 坂田理     |
| 5    | 贄                 | 冨岡淳広 | 高田淳     | ヤマトナオミチ   | 平山英嗣   |
| 6    | 自由への渇望       | 山田由香 | 喜多幡徹   | 西村大樹         | 松本圭太   |
| 7    | 彷徨う心           | 樋口達人 | 藤原良二   | ながはまのりひこ | 小野和寛   |
| 8    | 死んでからも、孤独 | 冨岡淳広 | 青木康直   | 松本マサユキ     | 古田誠     |
| 9    | 生きた屍           | 山田由香 | 大久保富彦 | 高山功           | 岡田万衣子 |
| 10   | 尸解の法           | 山田由香 | 大久保富彦 | 岸川寛良         | 坂田理     |
| 11   | 命と、死と         | 樋口達人 | 青木康直   | 西村大樹         | 長屋侑利子 |
| 12   | 運命の輪           | 冨岡淳広 | 藤原良二   | 寺澤伸介         | 寺澤伸介   |
| 13   | 守りたい           | 冨岡淳広 | 西森章     | 西森章           | 古田誠     |

### 放送局
| 放送地域   | 放送局     | 放送期間                      | 放送日時           | 放送系列       |
| ---------- | ---------- | ----------------------------- | ------------------ | -------------- |
| 関東広域圏 | テレビ朝日 | 2007年7月3日 - 9月11日        | 火曜 26:40 - 27:10 | テレビ朝日系列 |
| 日本全域   | AT-X       | 2007年11月28日 - 2008年2月6日 | 水曜 10:30 - 11:00 | CSチャンネル   |

## 他作品とのリンク
月刊Gファンタジー2004年1月号に、本作のメインキャラが『ローゼンメイデン』や『DearS』のメインキャラと共演するオマケ漫画が掲載された。コミックスの第3巻に収録。

## ラジオ
- 地上波ラジオ番組『桑鈴ラジオZOMBIE-LOAN』（文化放送、超!放送局、2007年7月7日から12月29日）

## CD
- ドラマCD ZOMBIE-LOAN〜ゾンビローン
- ZOMBIE-LOAN VOCAL SERIES VOL.1“DAMN IT!”（赤月知佳キャラクターソング）
- ZOMBIE-LOAN VOCAL SERIES VOL.2 “ICE BULLET”（橘思徒キャラクターソング）
- ZOMBIE-LOAN〜ゾンビローン 新章 -INTERMISSION-
- 澤野弘之「ZOMBIE-LOAN オリジナル・サウンドトラック」
- ZOMBIE-LOAN キャラクターアルバム（澤野弘之プロデュース）